# Modig Machine Tool
Modig Machine Tool AB är en tillverkare av precisionsmaskiner i Virserum.
Modig Machine Tool startades av de fyra bröderna Harry, Erik, Sture och Arne Modig 1947 som Bröderna  Modigs Mekaniska Verkstad i Virserum. Företaget konstruerar och tillverkar sedan 1980-talet framför allt höghastighetsbearbetande precisionsmaskiner för tillverkning (svarvning, fräsning, borrning med mera) av komponenter i metall och komposit, till framför allt flygplanstillverkare.
Företaget gick i konkurs 2002 som en följd av kraftig avmattning av marknaden för flygmaskiner efter 11 september-attackerna 2001 i New York och Washington, men återstartades av Harry Modigs son Percy Modig och dennes son David, nu (2017) verkställande direktör.
Modigs planerar (2017) uppföra en andra fabrik i Kalmar.